# Muscle grand rhomboïde
Le muscle grand rhomboïde est un muscle pair du dos reliant l'épaule au rachis.

## Description
Le muscle grand rhomboïde forme la partie inférieure du muscle rhomboïde et est situé sous le muscle trapèze.
C'est un muscle pair faisant partie des muscles hypaxiaux du dos.

## Origine
Le muscle grand rhomboïde nait des processus épineux des deuxième, troisième, quatrième et cinquième vertèbres thoraciques et de leur ligament supra-spinaux.

## Trajet
Le muscle grand rhomboïde se dirige obliquement en bas et latéralement.

## Insertion
Le muscle grand rhomboïde se termine sur les deux tiers inférieurs du bord spinal de la scapula, en dessous du plan de l'épine scapulaire.

## Innervation
Le muscle grand rhomboïde est innervé par le nerf scapulaire dorsal.

## Action
Il est fixateur de la scapula. C'est un muscle élévateur et adducteur de la scapula.